# Chersotis stenographa
Chersotis stenographa är en fjärilsart som beskrevs av Zoltan Varga 1979. Chersotis stenographa ingår i släktet Chersotis och familjen nattflyn. Inga underarter finns listade i Catalogue of Life.